# Tadeusz Dryzek
Tadeusz Dryzek (ur. 1 stycznia 1919 w Józefowie, zm. 12 czerwca 2002) – polski działacz partyjny i państwowy, inżynier elektryk, pułkownik Milicji Obywatelskiej. Podsekretarz stanu w Ministerstwie Spraw Wewnętrznych (1965–1971) i Ministerstwie Górnictwa i Energetyki (1971–1974), wieloletni prezes Stowarzyszenia Elektryków Polskich (1961–1981).

## Życiorys
Syn robotnika Władysława i Marii z Kukielskich. W 1938 zdał maturę i rozpoczął studia na Wydziale Elektrycznym Politechniki Warszawskiej. We wrześniu 1939 walczył jako ochotnik w oddziale Legii Akademickiej broniącym Warszawy. W czasie okupacji pracował jako kreślarz w firmie Zellgarn w Łodzi, następnie od 1945 przy ponownym uruchomieniu przemysłu w Polsce Ludowej. W 1950 ukończył studia z inżynierii elektrycznej na Politechnice Łódzkiej, od 1948 do 1951 asystent w Katedrze Podstaw Elektrotechniki na tej uczelni. Podczas studiów był pierwszym szefem Bratniej Pomocy (1945–1946) i szefem Zarządu Terenowego Akademickiego Związku Walki Młodych „Życie” (1945–1948). Od 1952 do 1955 stał na czele Zarządu Biur Projektów Energetycznych (do 1953 pod nazwą Biuro Projektów Energetycznych „Energoprojekt”). Służył w Milicji Obywatelskiej, odszedł z niej w 1971 w stopniu pułkownika z racji powołania na wiceministra w cywilnym resorcie.
W 1945 wstąpił do Polskiej Partii Robotniczej, następnie od 1948 w szeregach Polskiej Zjednoczonej Partii Robotniczej (od 1968 do 1971 członek Centralnej Komisji Rewizyjnej PZPR). Zajmował stanowiska: dyrektora generalnego w Ministerstwie Energetyki (luty 1955–kwiecień 1957), sekretarza Rady Naukowo-Technicznej tamże, doradcy ministra górnictwa i energetyki (1957–1958) oraz dyrektora generalnego w tym resorcie (1958), dyrektora Departamentu Energetycznego tamże (1958–1960), sekretarza Komitetu ds. Techniki (od 1963 ds. Nauki i Techniki) przy Radzie Ministrów (maj 1960 – luty 1965). Był następnie podsekretarzem stanu w Ministerstwie Spraw Wewnętrznych (luty 1965 – styczeń 1971), odpowiedzialnym za kwestie techniczne, oraz Ministerstwie Górnictwa i Energetyki (styczeń 1971 – listopad 1974), po czym przeszedł na emeryturę.
Działacz wielu organizacji branżowych i międzynarodowych. W latach 1961–1981 kierował Stowarzyszeniem Elektryków Polskich, od 1962 do 1974 Komisją Nauki i Techniki Zarządu Głównego Towarzystwa Przyjaźni Polsko-Radzieckiej, organizując Dni Techniki Polskiej w ZSRR (1966, 1968), zaś od 1977 do 1981 przewodniczył Polskiemu Komitetowi Gospodarki Energetycznej Naczelnej Organizacji Technicznej. Zasiadał w Radzie Techniczno-Ekonomicznej przy Ministrze Górnictwa i Energetyki (1957–1969), w tym jako jej sekretarz (1956–1957), Radzie Techniczno-Ekonomicznej przy Ministrze Energetyki i Energii Atomowej (1976–1982) oraz przy Ministrze Łączności. Należał do Państwowej Rady ds. Pokojowego Wykorzystania Energii Jądrowej (1956–1982), Komitetu Energetyki/Komitetu Problemów Energetyki Polskiej Akademii Nauk (1961–1983), Komitetu Badań i Prognoz „Polska 2000” PAN (1970–1975), Państwowej Rady ds. Gospodarki Paliwowo-Energetycznej (do 1982), Komisji Głównej Energetyki przy Komitecie Nauki i Techniki. W latach 1958–1965 kierował pracami Zespołu ds. Współpracy z Komitetem Energii Elektrycznej Europejskiej Komisji Gospodarczej ONZ w Genewie, dwukrotnie wybierano go na wiceprzewodniczącego tego Komitetu.
Zajmował się grą w szachy, najwyżej w rankingu FIDE sklasyfikowany na 2183. miejscu. W 1946 zdobył złoty medal w drużynowych mistrzostwach Polski w szachach jako reprezentant Łodzi. W latach 90. i 00. uczestniczył w mistrzostwach świata seniorów w szachach.

## Życie prywatne
Został pochowany na Cmentarzu Wojskowym na Powązkach. Żonaty z Jadwigą Sadek, miał syna i córkę.

## Odznaczenia
Odznaczony m.in. Krzyżem Walecznych (za wojnę obronną w 1939), Krzyżem Komandorskim i Oficerskim Orderu Odrodzenia Polski, Orderem Sztandaru Pracy I i II klasy, Złotym i Srebrnym Krzyżem Zasługi, Złotym i Srebrnym Medalem „Za zasługi dla obronności kraju”, Złotymi Odznakami Zasłużonego: dla Energetyki, dla Ministerstwa Łączności oraz dla Rozwoju Przemysłu Maszynowego. Otrzymał również Złote Odznaki Honorowe SEP i NOT, Medale SEP: im. M. Pożaryskiego, R. Podoskiego, J. Groszkowskiego i B. Rumińskiego, a także zagraniczne Odznaki Honorowe: Stowarzyszenia Energetyków ZSRR, Stowarzyszenia Elektryków Czechosłowacji, Stowarzyszenia Elektrotechniki, Elektroniki i Telekomunikacji Bułgarii, Medal A. M. Ampère’a Francuskiego Stowarzyszenia Elektryków i Elektroników.